# Patrick Waltz
Jack Richard Waltz (Akron, 6 december 1924 - Burbank, 13 augustus 1972) was een Amerikaanse film- en televisieacteur. In zijn debuutfilm werd hij gecrediteerd als Philip Shawn.
Waltz werd geboren in Akron, Ohio, als jongste van de twee zonen van Frank en Lucy Leona (née Dugan) Waltz. Waltz ging naar de Coventry High School.
Op 29 mei 1943, op 18-jarige leeftijd, werd hij ingelijfd bij het Amerikaanse leger en diende drie jaar tijdens de Tweede Wereldoorlog. Hij werd op 7 april 1946 uit dienst ontslagen. Hij begon zijn carrière in 1950 met de hoofdrol in de film The Sun Sets at Dawn, gecrediteerd als Philip Shawn. Hij verscheen vervolgens in Flight Nurse (1953). Hij verscheen ook in de film It Should Happen To You uit 1954 en speelde in hetzelfde jaar Detective Strauss in The Human Jungle.
Andere filmoptredens waren onder meer Until They Sail (1957), Queen of Outer Space (1958), It Happened at the World's Fair (1963), Good Neighbor Sam (1964), The Silencers (1966) en The Devil's Brigade (1968). Hij speelde gastrollen in televisieprogramma's zoals 77 Sunset Strip, McHale's Navy, Bat Masterson, Tombstone Territory, 26 Men, Death Valley Days, The Twilight Zone en The Mod Squad.

## Persoonlijk leven en dood
Waltz trouwde op 27 september 1941 met Phyllis Dolores Showalter, bijgestaan door de plaatsvervangend griffier van het kantoor van rechter Dean Fay van Summit County, Ohio. Waltz was 16 jaar oud en het was Showalters 18e verjaardag, maar beiden worden vermeld als 17 jaar oud. Zijn leeftijd staat ten onrechte vermeld als "17 jaar oud op 6 december 1940". De vergunning werd aangevraagd op 23 september 1941. Als dochter van Earl W. en Bertie (Calvert) Showalter, staan haar ouders vermeld als degenen die toestemming gaven voor hun nog minderjarige (17) dochter op de vergunningaanvraag. De verbintenis was blijkbaar kinderloos en eindigde in een scheiding op 22 september 1954. Hij trouwde op 28 juni 1958 met co-ster Lisa Davis (uit Queen of Outer Space). Het stel kreeg drie kinderen. Het huwelijk eindigde in een scheiding in januari 1971, een jaar voor Waltz' dood op 47-jarige leeftijd.
Waltz overleed op 13 augustus 1972 "na een langdurige ziekte" in het Providence Saint Joseph Medical Center in Burbank, Californië, op 47-jarige leeftijd. Hij liet drie kinderen, zijn ex-vrouwen, zijn broer en zijn moeder achter.